# Scoliopus
Scoliopus Torr. – rodzaj wieloletnich, ziemnopączkowych roślin zielnych z rodziny liliowatych, obejmujący dwa gatunki występujące w Stanach Zjednoczonych: Scoliopus bigelovii Torr., endemiczny dla środkowo- i północnozachodniej Kalifornii, i Scoliopus hallii S.Watson, endemiczny dla Oregonu. 
Nazwa naukowa rodzaju pochodzi od greckich słów σκολιο (skolio – kręty, pokręcony) i πους (pous – stopa), odnosząc się do kształtu pędów podziemnych tych roślin.

## Morfologia
Pęd podziemnyKrótkie, sękate kłącze, z którego wyrastają kurczliwe korzenie.
ŁodygaPodziemna, prosta, skrócona.
LiścieRośliny tworzą od 2 do 4 krótkoogonkowych lub niemal siedzących liści, tworzących u nasady pochwę liściową. Blaszki liściowe eliptyczne do podługowatych, tępe, dystalnie ciemnozielone, proksymalnie jaśniejsze, niekiedy z purpurowymi plamkami.
KwiatyEfektowne, nieprzyjemnie pachnące kwiaty zebrane w baldach, z kilkoma wiązkami wydłużonych, skręconych szypułek. Okwiat pojedynczy. Listki okwiatu położone w dwóch okółkach różnej wielkości, zewnętrzne rozwarte lub odchylone, jajowate do lancetowatych z podługowatym gruczołem u nasady, wewnętrzne wzniesione, równowąskie, zbiegające nad słupek. Pręciki 3, położone naprzeciwlegle do listków zewnętrznego okółka okwiatu. Główki pręcików podługowate, dwukomorowe. Zalążnia górna, jednokomorowa, silnie trójkanciasta. Szyjka słupka wzniesiona, krótka, zwieńczona trzema równowąskimi, rozwartymi lub odchylonymi znamionami. Z parietalnie położonego łożyska powstaje w dwóch rzędach od 20 do 40 zalążków.
OwoceBrązowawo-purpurowe, podługowato-lancetowate torebki, silnie trójkanciaste, cienkościenne, pękające nieregularnie. Nasiona lekko zakręcone, podługowate, z obecnym elajosomem.
GenetykaLiczba chromosomów 2n = 14, 16.

## Systematyka
Pozycja rodzaju według Angiosperm Phylogeny Website (aktualizowany system APG IV z 2016)
Rodzaj zaliczany do podrodziny Streptopoideae w rodzinie liliowatych Liliaceae, należącej do kladu liliowców w obrębie jednoliściennych.
Pozycja rodzaju według systemu Takhtajana (2009)
Rodzaj zaliczany do monotypowej rodziny Scoliopaceae w rzędzie liliowców Liliales.